# Cantone di Châtillon-sur-Seine
Il Cantone di Châtillon-sur-Seine è una divisione amministrativa dell'arrondissement di Montbard.
A seguito della riforma approvata con decreto del 18 febbraio 2014, che ha avuto attuazione dopo le elezioni dipartimentali del 2015, è passato da 28 a 107 comuni.

## Composizione
I 28 comuni facenti parte prima della riforma del 2014 erano:
- Aisey-sur-Seine
- Ampilly-le-Sec
- Brémur-et-Vaurois
- Buncey
- Chamesson
- Charrey-sur-Seine
- Châtillon-sur-Seine
- Chaumont-le-Bois
- Chemin-d'Aisey
- Coulmier-le-Sec
- Étrochey
- Gomméville
- Maisey-le-Duc
- Massingy
- Montliot-et-Courcelles
- Mosson
- Nod-sur-Seine
- Noiron-sur-Seine
- Obtrée
- Pothières
- Prusly-sur-Ource
- Sainte-Colombe-sur-Seine
- Vannaire
- Vanvey
- Villers-Patras
- Villiers-le-Duc
- Villotte-sur-Ource
- Vix

Dal 2015 i comuni appartenenti al cantone sono i seguenti 107:
- Aignay-le-Duc
- Aisey-sur-Seine
- Ampilly-les-Bordes
- Ampilly-le-Sec
- Autricourt
- Baigneux-les-Juifs
- Balot
- Beaulieu
- Beaunotte
- Belan-sur-Ource
- Bellenod-sur-Seine
- Beneuvre
- Billy-lès-Chanceaux
- Bissey-la-Côte
- Bissey-la-Pierre
- Boudreville
- Bouix
- Brémur-et-Vaurois
- Brion-sur-Ource
- Buncey
- Bure-les-Templiers
- Busseaut
- Buxerolles
- Cérilly
- Chambain
- Chamesson
- Channay
- Charrey-sur-Seine
- Châtillon-sur-Seine
- Chaugey
- La Chaume
- Chaume-lès-Baigneux
- Chaumont-le-Bois
- Chemin-d'Aisey
- Coulmier-le-Sec
- Courban
- Duesme
- Échalot
- Essarois
- Étalante
- Étormay
- Étrochey
- Faverolles-lès-Lucey
- Fontaines-en-Duesmois
- Gevrolles
- Gomméville
- Les Goulles
- Grancey-sur-Ource
- Griselles
- Gurgy-la-Ville
- Gurgy-le-Château
- Jours-lès-Baigneux
- Laignes
- Larrey
- Leuglay
- Lignerolles
- Louesme
- Lucey
- Magny-Lambert
- Maisey-le-Duc
- Marcenay
- Massingy
- Mauvilly
- Menesble
- Meulson
- Minot
- Moitron
- Molesme
- Montigny-sur-Aube
- Montliot-et-Courcelles
- Montmoyen
- Mosson
- Nicey
- Nod-sur-Seine
- Noiron-sur-Seine
- Obtrée
- Oigny
- Origny
- Orret
- Poinçon-lès-Larrey
- Poiseul-la-Ville-et-Laperrière
- Pothières
- Prusly-sur-Ource
- Puits
- Quemigny-sur-Seine
- Recey-sur-Ource
- Riel-les-Eaux
- Rochefort-sur-Brévon
- Saint-Broing-les-Moines
- Saint-Germain-le-Rocheux
- Saint-Marc-sur-Seine
- Sainte-Colombe-sur-Seine
- Savoisy
- Semond
- Terrefondrée
- Thoires
- Vannaire
- Vanvey
- Vertault
- Veuxhaulles-sur-Aube
- Villaines-en-Duesmois
- Villedieu
- Villers-Patras
- Villiers-le-Duc
- Villotte-sur-Ource
- Vix
- Voulaines-les-Templiers